# 帕爾迪斯基
帕爾迪斯基，1933年前之舊稱波羅的斯基（Baltiski），是愛沙尼亞哈爾尤縣西哈尔尤市镇内的非独立市，位於芬蘭灣南岸、首都塔林以西45公里。面積60.17平方公里，2004年人口4,224人。
原本是瑞典的殖民點，稱為，後成為沙俄的海軍基地。1762年改稱波羅的港（Балтийский Порт），其愛沙尼亞語譯音於1933年成為正式名稱。
1962年成為蘇聯核子潛艇訓練基地，並建有兩個核反應堆。直至1994年為一保密行政區。1996年10月31日設市。
帕爾迪斯基原为一个独立的市镇。2017年起成为新成立的西哈尔尤市镇一部分，并为其行政中心。